# 李根鎬 (1993年生のサッカー選手)
李 根鎬（イ・グノ、朝: 이근호、1993年2月27日 - ）は、大韓民国出身のプロサッカー選手。ポジションは、ミッドフィールダー。

## 来歴
朴智星を育てた金煕泰監督が運営するキム・ヒテ・サッカーセンター出身。高校1年時より金監督から指導を受けた。
朴智星と同じ道を歩むようにして、2012年7月にJリーグの大宮アルディージャに入団。
2013年、ギラヴァンツ北九州へ期限付き移籍。シーズン終了後、期限付き移籍契約満了に伴い退団した。
2014年、ブラウブリッツ秋田へ期限付き移籍。シーズン終了後、契約満了により大宮・秋田を退団。

## 所属クラブ
ユース経歴
- 東北中学校
- FCソウル
- FC KHT（ 一東高等学校）

プロ経歴
- 2012年7月 - 2014年  大宮アルディージャ
  - 2013年  ギラヴァンツ北九州（期限付き移籍）
  - 2014年  ブラウブリッツ秋田（期限付き移籍）
- 2017年  全州シチズンFC
- 2018年  抱川シチズンFC
- 2020年  全州シチズンFC

## 個人成績
| 国内大会個人成績 | 国内大会個人成績 | 国内大会個人成績 | 国内大会個人成績 | 国内大会個人成績 | 国内大会個人成績 | 国内大会個人成績 | 国内大会個人成績 | 国内大会個人成績 | 国内大会個人成績 | 国内大会個人成績 | 国内大会個人成績 |
| 年度             | クラブ           | 背番号           | リーグ           | リーグ戦         | リーグ戦         | リーグ杯         | リーグ杯         | オープン杯       | オープン杯       | 期間通算         | 期間通算         |
| 年度             | クラブ           | 背番号           | リーグ           | 出場             | 得点             | 出場             | 得点             | 出場             | 得点             | 出場             | 得点             |
| 日本             | 日本             | 日本             | 日本             | リーグ戦         | リーグ戦         | リーグ杯         | リーグ杯         | 天皇杯           | 天皇杯           | 期間通算         | 期間通算         |
| ---------------- | ---------------- | ---------------- | ---------------- | ---------------- | ---------------- | ---------------- | ---------------- | ---------------- | ---------------- | ---------------- | ---------------- |
| 2012             | 大宮             | 33               | J1               | 0                | 0                | -                | -                | 0                | 0                | 0                | 0                |
| 2013             | 北九州           | 28               | J2               | 5                | 1                | -                | -                | 2                | 0                | 7                | 1                |
| 2014             | 秋田             | 19               | J3               | 23               | 3                | -                | -                | 1                | 0                | 24               | 3                |
| 通算             | 日本             | 日本             | J1               | 0                | 0                | -                | -                | 0                | 0                | 0                | 0                |
| 通算             | 日本             | 日本             | J2               | 5                | 1                | -                | -                | 2                | 0                | 7                | 1                |
| 通算             | 日本             | 日本             | J3               | 23               | 3                | -                | -                | 1                | 0                | 24               | 3                |
| 総通算           | 総通算           | 総通算           | 総通算           | 28               | 4                | -                | -                | 3                | 0                | 31               | 4                |

- Jリーグ初出場 - 2013年3月24日 J2第5節 vsモンテディオ山形（北九州市立本城陸上競技場）
- Jリーグ初得点 - 2013年6月15日 J2第19節 vsロアッソ熊本（北九州市立本城陸上競技場）

## 代表歴
- U-15韓国代表
- U-17韓国代表
- U-18韓国代表